# Marcolino Lopes Barreto
Marcolino  Lopes  Barreto (Pirassununga, 12  de  abril  de 1862 — 1932) foi um comerciante e lavrador de café do município de São Carlos.
Presidente da Câmara Municipal de São Carlos entre 1898 a 1902, foi eleito deputado federal por São Paulo em 1912 e por seis mandatos seguintes, até a Revolução de 1930.
Com a crise econômica após 1929, sua Fazenda Canchim foi entregue ao Banco do Brasil para o pagamento de dívidas. Posteriormente, a área foi assumida pelo Ministério  da  Agricultura, o qual estabeleceu ali uma estação experimental. Em 1974, a estação tornou-se uma unidade da Embrapa.
Foi integrante da  Sociedade Rural Brasileira, fundada  em 1919.
Possuía uma residência na área urbana de São Carlos, na Rua São Sebastião, n. 124 (atual n. 2516).